# Ковшик, Алина
Алина Ковшик (бел. Аліна Коўшык; род. 26 октября 1981, Гродно) — белорусская журналистка, телеведущая и политический деятель. С 2007 по 2022 год телеведущая телеканала «Белсат». 16 сентября 2022 года стала членом Объединенного переходного кабинета Беларуси по вопросам национального возрождения. С 2024 года директор телеканала «Белсат». 

## Биография

### Детство и образование
Родилась в Гродно. Отец был советским военным. С 2 до 5 лет прожила в Германской Демократической Республике, а точнее в Преслав и Йютерборге. Позднее с родителями переехала в Киргизию, где жила в поселке Рыбачье на берегу Иссык-Куль.
Алина Ковшик закончила исторический факультет в Гродненском государственном университете имени Янки Купалы, а также изучала политологию и историю в Варшавском университете.

### Телевидение
Начала работать на телеканале Белсат примерно в 2007 году. Там она выступала ведущей в программах «Студия Белсат», «ПроСвет» и «54%». Помимо этого работала журналисткой. В сентябре 2022 года приняла решение уйти с Белсата по соглашению сторон.

### Объединённый переходный кабинет
16 сентября 2022 года Алина Ковшик была объявлена представительницей Объединённого переходного кабинета Беларуси по вопросам национального возрождения, развития белорусской культуры и образования. 2 августа 2023 года была согласована на продление своего мандата члена Объединенного Кабинета Координационным Советов, собрав 71 голос «За» и 1 «Против» на голосовании делегатов. Будучи представителем по национальному возрождению, как важнейшие итоги работы за 2023 год она назвала создание сети субботних школ для детей белорусов за рубежом, создание интерактивной карты историческо-культурных мест Белоруссии, разработка и презентация стратегии и концепции национального возрождения и развития страны.

### Возвращение на телевидение
В октябре 2024 года покинула ОПКБ в связи с предложением стать директором Белсата.

## Деятельность
Ковшик занималась организацией белорусских культурных мероприятий в Варшаве, в том числе стала одной из основательниц Центра белорусской солидарности и «InBelKult 2.0».
Была идейной вдохновительницей мобильной карты белорусского бизнеса, а также вела первый кулинарный блог на белорусском языке.

## Личная жизнь
Замужем, имеет сына.